# Tvoja tvár znie povedome
Tvoja tvár znie povedome je slovenský televizní pořad televize Markíza vysílaný od roku 2016, ve kterém osm známých interpretů napodobuje světoznámé hvězdy. Tento formát s původním názvem Tu cara me suena vznikl v Španělsku a poprvé byl odvysílán v roce 2011. Vítězem první řady se stal Lukáš Adamec. Ve druhé řadě zvítězila zpěvačka Mária Čírová. Týden po skončení finále 2. řady odvysílala TV Markíza speciální díl. Třetí řadu ovládl herec Peter Brajerčík. Vítězem čtvrté řady se stal Dárius Koči. V páté řadě zvítězil Dávid Hartl. Vítězem šesté řady se stal Martin Klinčúch. Po skončení šesté řady byl odvysílán další speciální díl. Vítězkou sedmé řady se stala Viki Ráková.

## Formát
Každý ze soutěžících si v každém kole vylosoval jednu známou osobnost, kterou v následujícím týdnu napodobil. Sloužil jim k tomu profesionální tým maskérů, tanečníků a odborníků na zpěv a herectví. Jejich úkolem bylo napodobit ji tak, aby zaujala porotu, která na konci večera rozdala body od 1 až po 8. Soutěžící, který měl za večer nejvíce hlasů, vyhrál a přidělil 1000 € libovolné charitativní společnosti. V případě remízy rozhodla porota. O vítězi také rozhodovali sami soutěžící, protože každý z nich má ještě pět speciálních bodů, které udělil jednomu ze svých kolegů. Pokud se soutěžící dělí o poslední místo spolu s jiným soutěžícím, je na poslední místo vždy určen pouze jeden.
Body se průběžně sčítají až do konce devátého kola – semifinále, kdy čtyři účinkující s nejvyššími počty hlasů postoupili do finále. O celkovém vítězi rozhodla porota ve finálovém kole. Vítěz obdržel 3000 € a odevzdal jejich libovolné charitě.

## Obsazení

#### Moderátor
Show od první do čtvrté řady moderoval Martin Pyco Rausch. V páté řadě byl nahrazen účastníkem čtvrté řady Martinem Nikodýmem.

#### Porotci
Stálou tříčlennou porotu v první řadě tvořili herec Daniel Dangl, herečka Zuzana Fialová a zpěvák Mário Kuly Kollár. V každém díle s nimi zasedl speciální hostující porotce, jako je například herec Filip Tůma, moderátorka Adéla Banášová, zpěvačka Katarína Knechtová, herečka Marta Sládečková, herec Róbert Jakab, zpěvačka Tina a další. Ve třetí řadě se k porotě připojil bavič a herec Juraj Šoko Tabaček. Ve čtvrté řadě byl Tabaček nahrazen soutěžícím první a druhé řady Andrejem Bičanem. V páté řadě byl Bičan nahrazen Zuzanou Kubovčíkovou Šebovou. V šesté řadě byli Dangl a Fialová nahrazeni herečkou a komičkou Lujzou Garajovou Schramekovou. V sedmé řadě byla Schrameková nahrazena porotcem Česko Slovenské SuperStar Mariánem Čekovským a Attilou Véghem.
Legenda
     Porotce
     Moderátor
     Soutěžící
| Jméno                      | Řada | Řada | Řada | Řada | Řada | Řada | Řada |
| Jméno                      | 1    | 2    | 3    | 4    | 5    | 6    | 7    |
| -------------------------- | ---- | ---- | ---- | ---- | ---- | ---- | ---- |
| Mário Kuly Kollár          |      |      |      |      |      |      |      |
| Zuzana Kubovčíková Šebová  |      |      |      |      |      |      |      |
| Marián Čekovský            |      |      |      |      |      |      |      |
| Attila Végh                |      |      |      |      |      |      |      |
| Martin Nikodým             |      |      |      |      |      |      |      |
| Lujza Garajová Schrameková |      |      |      |      |      |      |      |
| Daniel Dangl               |      |      |      |      |      |      |      |
| Zuzana Fialová             |      |      |      |      |      |      |      |
| Martin Pyco Rausch         |      |      |      |      |      |      |      |
| Andrej Bičan               |      |      |      |      |      |      |      |
| Juraj Šoko Tabaček         |      |      |      |      |      |      |      |

#### Mentoři
V první řadě se objevila hlasová pedagožka Jana Daňová-Bugalová, taneční instruktor Miňo Kereš a herecká pedagožka Zuzana Fialová. Ve druhé řadě byla Bugalová nahrazena účastnicí první řady Barborou Švidraňovou a ve třetí řadě se opět Bugalová vrátila na místo hlasové pedagožky. V šesté řadě byla herecká pedagožka Fialová nahrazena vítězem třetí řady Peterem Brajerčíkem. V sedmé řadě byl Brajerčík jako herecký pedagog nahrazen Jurajem Kemkou.
Legenda
     Zpěv
     Choreografie
     Herectví
     Soutěžící
| Jméno                | Řada | Řada | Řada | Řada | Řada | Řada | Řada |
| Jméno                | 1    | 2    | 3    | 4    | 5    | 6    | 7    |
| -------------------- | ---- | ---- | ---- | ---- | ---- | ---- | ---- |
| Jana Daňová-Bugalová |      |      |      |      |      |      |      |
| Miňo Kereš           |      |      |      |      |      |      |      |
| Juraj Kemka          |      |      |      |      |      |      |      |
| Peter Brajerčík      |      |      |      |      |      |      |      |
| Zuzana Fialová       |      |      |      |      |      |      |      |
| Barbora Švidraňová   |      |      |      |      |      |      |      |

## Přehled řad
| Řada | Období                       | Počet hvězd | Počet týdnů | Výsledková listina | Výsledková listina | Výsledková listina    | Výsledková listina     |
| Řada | Období                       | Počet hvězd | Počet týdnů | Vítěz              | Druhé místo        | Třetí místo           | Čtvrté místo           |
| ---- | ---------------------------- | ----------- | ----------- | ------------------ | ------------------ | --------------------- | ---------------------- |
| 1    | 6. března – 1. května 2016   | 8           | 10          | Lukáš Adamec       | Barbora Švidraňová | Štefan Skrúcaný       | Viktor Vincze          |
| 2    | 4. září – 6. listopadu 2016  | 8           | 10          | Mária Čírová       | Martin Harich      | Svätopluk Malachovský | Lenka Vavrinčíková     |
| 3    | 5. března – 8. května 2017   | 8           | 10          | Peter Brajerčík    | Tomáš Palonder     | Eva Máziková          | Lina Mayer             |
| 4    | 9. září – 11. listopadu 2018 | 8           | 10          | Dárius Koči        | Mária Bartalos     | Juraj Loj             | Jasmina Alagič         |
| 5    | 8. září – 10. listopadu 2019 | 8           | 10          | Dávid Hartl        | Nela Pocisková     | Noël Czuczor          | Alexandra Gachulincová |
| 6    | 7. března – 9. května 2021   | 8           | 10          | Martin Klinčúch    | Evelyn             | Barbora Piešová       | Dušan Cinkota          |
| 7    | 4. září – 6. listopadu 2022  | 8           | 10          | Viki Ráková        | Adam Pavlovčin     | Liv Bielovič          | Karol Tóth             |

## První řada
První řada zábavné show odstartovala v neděli 6. března ve 20.30 na TV Markíza. Porota se skládala ze tří stálých porotců: herečka Zuzana Fialová, herec Daniel Dangl a zpěvák Mário Kuly Kollár. Čtvrtý porotce byl vždy speciální host, jako třeba Marta Sládečková, Katarína Knechtová, Filip Tůma, Adela Banášová nebo Nela Pocisková. Hereckou pedagožkou byla Zuzana Fialová, hlasovou pedagožkou byla Jana Daňová-Bugalová a choreografem Miňo Kereš. Vítězem první řady se stal Lukáš Adamec, který daroval šek v hodnotě 3000 € Detskému fondu Slovenskej republiky.

### Soutěžící
Tým soutěžících se skládal z osmi známých osobností:
- čtyři ženy (Helena Krajčiová, Michaela Čobejová, Emma Drobná a Barbora Švidraňová)
- čtyři muži (Viktor Vincze, Štefan Skrúcaný, Lukáš Adamec a Andrej Bičan)

| Jméno osobnosti    | Profese   | Vyhrané týdny | Prohrané týdny         | Umístění |
| ------------------ | --------- | ------------- | ---------------------- | -------- |
| Lukáš Adamec       | Zpěvák    | 2., Finále    | —                      | Vítěz    |
| Barbora Švidraňová | Herečka   | 1., 3., 7.    | —                      | 2. místo |
| Štefan Skrúcaný    | Herec     | 6., 8.        | 3.                     | 3. místo |
| Viktor Vincze      | Moderátor | 9.            | 4., 5.                 | 4. místo |
| Helena Krajčiová   | Herečka   | 5.            | —                      | 5. místo |
| Emma Drobná        | Zpěvačka  | 4.            | —                      | 6. místo |
| Andrej Bičan       | Moderátor | —             | —                      | 7. místo |
| Michaela Čobejová  | Herečka   | —             | 1., 2., 6., 7., 8., 9. | 8. místo |

### Přehled vystoupení
| Celebrita          | První týden         | Druhý týden       | Třetí týden     | Čtvrtý týden            | Pátý týden         | Šestý týden           | Sedmý týden          | Osmý týden         | Semifinále         | Celkem | Finále                       | Finále                  |
| ------------------ | ------------------- | ----------------- | --------------- | ----------------------- | ------------------ | --------------------- | -------------------- | ------------------ | ------------------ | ------ | ---------------------------- | ----------------------- |
| Lukáš Adamec       | 29 Tina Turner      | 45 Joe Cocker     | 17 Bob Marley   | 14 Ibrahim Maiga        | 31 Janis Joplin    | 17 Rick Astley        | 38 Ozzy Osbourne     | 18 Mário Kollár    | 42 Susan Boyle     | 251    | Village People Victor Willis | 1. místo James Hetfield |
| Barbora Švidraňová | 33 Adele            | 18 Martin Ďurinda | 37 Lady Gaga    | 24 Dolores O'Riordanová | 25 Beyoncé         | 23 Christina Aguilera | 51 Jim Carrey        | 22 Conchita Wurst  | 24 Freddie Mercury | 257    | Village People Felipe Rose   | 2. místo Jessie J       |
| Štefan Skrúcaný    | 16 Karel Gott       | 40 Marilyn Monroe | 10 Pavol Habera | 14 Joey Tempest         | 27 Jiří Korn       | 59 Lenny Kravitz      | 13 Zdena Studenková  | 45 Louis Armstrong | 9 Karol Duchoň     | 233    | Village People David Hodo    | 3. místo Elvis Presley  |
| Viktor Vincze      | 31 Enrique Iglesias | 20 Bruno Mars     | 19 Cher         | 10 Ricky Martin         | 11 Jon Bon Jovi    | 33 Gloria Gaynor      | 31 Elton John        | 29 John Travolta   | 45 Nicki Minaj     | 229    | Village People Glenn Hughes  | 4. místo Joe Cagg       |
| Helena Krajčiová   | 27 George Michael   | 18 Britney Spears | 27 Annie Lennox | 36 Jennifer Lopez       | 34 Prince          | 11 Miroslav Žbirka    | 13 P!nk              | 22 Fergie          | 17 Shania Twain    | 205    |                              | — Fab Morvan            |
| Emma Drobná        | 25 Rihanna          | 15 Katy Perry     | 22 Édith Piaf   | 40 Justin Bieber        | 24 Sinéad O'Connor | 20 Robert Smith       | 15 Taylor Swift      | 22 Michael Jackson | 13 Miley Cyrus     | 196    |                              | — Rob Pilatus           |
| Andrej Bičan       | 13 PSY              | 22 Axl Rose       | 21 James Brown  | 19 Samantha Fox         | 20 Coolio          | 14 Redfoo             | 18 Peter Nagy        | 16 Nena            | 28 Kabir Bedi      | 171    |                              | — Júlia Hečková         |
| Michaela Čobejová  | 10 Madonna          | 6 Shakira         | 31 Vanilla Ice  | 27 Hana Hegerová        | 12 Kurt Cobain     | 7 Gwen Stefani        | 5 Nicole Scherzinger | 10 Joan Jett       | 6 Boy George       | 114    |                              | — Peter Hečko           |

Legenda
     soutěžící se umístil na prvním místě
     soutěžící se umístil na posledním místě
     soutěžící byl nehodnocen
     soutěžící byl vyřazen

### Speciální vystoupení
| Epizoda | Jméno                                                         | Osobnost          | Píseň                  |
| ------- | ------------------------------------------------------------- | ----------------- | ---------------------- |
| 1.      | Daniel Dangl                                                  | Robbie Williams   | „Let Me Entertain You“ |
| 1.      | Zuzana Fialová                                                | Amy Winehouse     | „Rehab“                |
| 1.      | Mário Kuly Kollár                                             | Luciano Pavarotti | „La Donna e Mobile“    |
| 10.     | Filip Tůma                                                    | Andrea Bocelli    | „Con te Partiró“       |
| 10.     | Lukáš Adamec Barbora Švidraňová Štefan Skrúcaný Viktor Vincze | Village People    | „YMCA“                 |

## Druhá řada
Druhá řada zábavné show odstartovala opět v neděli ve 20.30 na TV Markíza. Během řady pomohli soutěžícím soutěžící z první řady. Porota se opět skládala ze tří stálých porotců: herečka Zuzana Fialová, herec Daniel Dangl a zpěvák Mário Kuly Kollár. Čtvrtý porotce byl vždy speciální host, jako třeba Róbert Jakab, Lukáš Adamec, Tina, Viktor Vincze nebo Zdena Studenková. Hereckou pedagožkou byla Zuzana Fialová, hlasovou pedagožkou byla Barbora Švidraňová a choreografem Miňo Kereš. Vítězkou se stála Mária Čírová, která darovala šek v hodnotě 3000 € organizaci Deti s rakovinou.

### Soutěžící
Tým soutěžících se skládal z osmi známých osobností:
- čtyři ženy (Zuzana Vačková, Lenka Vavrinčíková, Miroslava Partlová a Mária Čírová)
- čtyři muži (Svätopluk Malachovský, Andrej Bičan, Martin Harich a Patrik Vyskočil)

| Jméno osobnosti       | Profese     | Vyhrané týdny | Prohrané týdny | Umístění |
| --------------------- | ----------- | ------------- | -------------- | -------- |
| Mária Čírová          | Zpěvačka    | 3., Finále    | 4.             | Vítězka  |
| Martin Harich         | Zpěvák      | —             | 1.             | 2. místo |
| Svätopluk Malachovský | Herec       | 1., 4., 9.    | —              | 3. místo |
| Lenka Vavrinčíková    | Moderátorka | 2.            | —              | 4. místo |
| Patrik Vyskočil       | Herec       | 5., 8.        | 9.             | 5. místo |
| Miroslava Partlová    | Herečka     | 6.            | 7.             | 6. místo |
| Zuzana Vačková        | Herečka     | 7.            | 6., 8.         | 7. místo |
| Andrej Bičan          | Moderátor   | —             | 2., 3., 5.     | 8. místo |

### Přehled vystoupení
| Celebrita             | První týden          | Druhý týden           | Třetí týden            | Čtvrtý týden            | Pátý týden          | Šestý týden       | Sedmý týden          | Osmý týden              | Semifinále               | Celkem | Finále                       | Finále                    |
| --------------------- | -------------------- | --------------------- | ---------------------- | ----------------------- | ------------------- | ----------------- | -------------------- | ----------------------- | ------------------------ | ------ | ---------------------------- | ------------------------- |
| Mária Čírová          | 20 Pharrell Williams | 30 Alicia Keys        | 47 Whoopi Goldbergová  | 9 Pavol Hammel          | 34 Lady Gaga        | 28 Rihanna        | 18 Michael Jackson   | 19 Amy Winehouse        | 25 Idina Menzel          | 230    | Spice Girls Victoria Beckham | 1. místo Ruslana          |
| Martin Harich         | 14 Ed Sheeran        | 30 CeeLo Green        | 24 Linda Perry         | 27 R. Kelly             | 19 Cyndi Lauper     | 26 Lauri Ylönen   | 24 Rytmus            | 33 Billie Joe Armstrong | 32 Israel Kamakawiwo'ole | 229    | Spice Girls Geri Halliwell   | 2. místo Bono             |
| Svätopluk Malachovský | 37 Aretha Franklin   | 11 Billy Idol         | 29 Peter Dvorský       | 33 Barry Gibb           | 23 Will Smith       | 14 Eva Máziková   | 34 Barry White       | 10 Falco                | 38 George Michael        | 229    | Spice Girls Emma Bunton      | 3. místo Richard Müller   |
| Lenka Vavrinčíková    | 28 Natalia Oreiro    | 39 MC Hammer          | 23 Kylie Minogue       | 24 Keith Flint          | 10 Tracy Chapman    | 15 Madonna        | 23 Geri Halliwell    | 21 Lou Bega             | 37 André 3000            | 220    | Spice Girls Melanie C        | 4. místo Janet Jacksonová |
| Patrik Vyskočil       | 17 Freddie Mercury   | 27 Shakira            | 18 Paul Stanley        | 11 Adam Levine          | 51 Steven Tyler     | 19 Nina Simone    | 31 Till Lindemann    | 36 Montserrat Caballé   | 9 Elton John             | 219    |                              | — Gerard Butler           |
| Miroslava Partlová    | 24 Whitney Houston   | 24 Christina Aguilera | 12 Stevie Wonder       | 29 Catherine Zeta-Jones | 24 Marika Gombitová | 57 Sia            | 5 Alice Cooper       | 31 Beyoncé              | 12 Katy Perry            | 218    |                              | — Emmy Rossum             |
| Zuzana Vačková        | 22 Meghan Trainor    | 14 Peter Hrivňák      | 23 Barbra Streisandová | 21 Britney Spears       | 14 Bruno Mars       | 10 Gloria Estefan | 36 Cher              | 6 Dara Rolins           | 20 Annie Lennox          | 166    |                              | — Dieter Bohlen           |
| Andrej Bičan          | 22 Král Jelimán      | 9 Shaggy              | 8 Lene Nystrømová      | 30 Scatman John         | 9 Miroslav Noga     | 15 Bobby Farrell  | 13 Barbara Haščáková | 28 Lionel Richie        | 11 Petr Janda            | 145    |                              | — Thomas Anders           |

Legenda
     soutěžící se umístil na prvním místě
     soutěžící se umístil na posledním místě
     soutěžící byl nehodnocen
     soutěžící byl vyřazen

### Speciální vystoupení
| Epizoda | Jméno                                                                                  | Osobnost       | Píseň                      |
| ------- | -------------------------------------------------------------------------------------- | -------------- | -------------------------- |
| 1.      | Lukáš Adamec                                                                           | Meat Loaf      | „I'd Do Anything For Love“ |
| 9.      | Martin Pyco Rausch                                                                     | Marilyn Manson | „Rock is Death“            |
| 10.     | Mária Čírová Martin Harich Svätopluk Malachovský Lenka Vavrinčíková Barbora Švidraňová | Spice Girls    | „Wannabe“                  |

## Třetí řada
V říjnu 2016 TV Markíza potvrdila 3. řady show, která odstartovala v neděli 5. března 2017 ve 20.30 na TV Markíze a skončila 8. května 2017. Během třetí série jsme mohli vidět i soutěžící z první a druhé série. Do poroty zasedl Daniel Dangl, Zuzana Fialová, Mário Kuly Kolár a Juraj Šoko Tabaček. Hereckou pedagožkou byla Zuzana Fialová, hlasovou pedagožkou byla Jana Daňová-Bugalová a choreografem Miňo Kereš. Vítězem se stal Peter Brajerčík, který daroval šek v hodnotě 3000 € občanskému sdružení Iskierka.

### Soutěžící
Tým soutěžících se skládal z osmi osobností:
- čtyři ženy (Eva Máziková, Lucia Siposová, Lina Mayer, Viktória Valúchová)
- čtyři muži (Tomáš Bezdeda, René Štúr, Tomáš Palonder, Peter Brajerčík)

| Jméno osobnosti    | Profese  | Vyhrané týdny | Prohrané týdny | Umístění |
| ------------------ | -------- | ------------- | -------------- | -------- |
| Peter Brajerčík    | Herec    | 7., Finále    | 1., 8.         | Vítěz    |
| Tomáš Palonder     | Zpěvák   | 6., 9.        | —              | 2. místo |
| Eva Máziková       | Zpěvačka | 8.            | 7., 9.         | 3. místo |
| Lina Mayer         | Zpěvačka | 1.            | —              | 4. místo |
| Viktória Valúchová | Herečka  | 2.            | 3., 4.         | 5. místo |
| Lucia Siposová     | Herečka  | 4.            | 5.             | 6. místo |
| Tomáš Bezdeda      | Zpěvák   | 5.            | —              | 7. místo |
| René Štúr          | Herec    | 3.            | 2., 6.         | 8. místo |

### Přehled vystoupení
| Celebrita          | První týden           | Druhý týden           | Třetí týden            | Čtvrtý týden                | Pátý týden            | Šestý týden          | Sedmý týden         | Osmý týden            | Semifinále               | Celkem | Finále                             | Finále                   |
| ------------------ | --------------------- | --------------------- | ---------------------- | --------------------------- | --------------------- | -------------------- | ------------------- | --------------------- | ------------------------ | ------ | ---------------------------------- | ------------------------ |
| Peter Brajerčík    | 13 Ján Kuric          | 26 Bård Ylvisåker     | 21 Anita Pointer       | 29 Iggy Pop                 | 30 Ray Charles        | 22 Michael Stipe     | 38 LunchMoney Lewis | 9 Ya Kid K            | 28 Elton John            | 216    | Vengaboys Robin Pors               | 1. místo PSY             |
| Tomáš Palonder     | 27 Ella Fitzgeraldová | 23 Václav Patejdl     | 22 Brian Johnson       | 23 Loalwa Braz              | 20 Tom Jones          | 31 Dave Gahan        | 24 Prince           | 29 Keith Flint        | 31 Annie Lennox          | 235    | Vengaboys Donny Latupeirissa       | 2. místo Bruce Dickinson |
| Eva Máziková       | 24 Tina Turner        | 35 Nicolas Reyes      | 24 Liza Minnelliová    | 37 František Krištof Veselý | 11 Jessica Rabbit     | 27 Bonnie Tyler      | 9 Daniel Nekonečný  | 39 Steven Tyler       | 16 Jennifer Lopez        | 222    | Vengaboys Kim Sasabone             | 3. místo Plácido Domingo |
| Lina Mayer         | 34 Adele              | 17 Donna Summer       | 26 Sia                 | 22 Ne-Yo                    | 21 Katarína Knechtová | 22 Loreen            | 16 Tarkan           | 23 Jessie J           | 25 Beyoncé               | 206    | Vengaboys Denise Post-Van Rijswijk | 4. místo Michael Jackson |
| Viktória Valuchová | 18 H.P. Baxxter       | 36 Etta James         | 13 Rihanna             | 8 Dusty Hill                | 18 Ariana Grande      | 21 Axl Rose          | 38 Mariah Carey     | 31 Montserrat Caballé | 22 Olivia Newton-Johnová | 205    |                                    | — Redfoo                 |
| Lucia Siposova     | 22 Nicole Kidmanová   | 14 Eminem             | 30 Sam Brown           | 40 Beth Ditto               | 9 Ricky Martin        | 19 Whitney Houston   | 22 Rod Stewart      | 25 Madonna            | 23 Johnny Rotten         | 204    |                                    | — Ariana Grande          |
| Tomáš Bezdeda      | 22 Lady Gaga          | 19 Freddie Mercury    | 17 Robin Thicke        | 14 Dr. Alban                | 55 Ed Sheeran         | 31 Aretha Franklin   | 10 Phil Collins     | 9 Elvis Presley       | 20 Carl Douglas          | 197    |                                    | — SkyBlu                 |
| René Štúr          | 24 Antonio Banderas   | 14 Christina Aguilera | 31 Michal Dočolomanský | 11 Jason Kay                | 20 Lenny Kravitz      | 11 Justin Timberlake | 22 Romina Power     | 19 Bruno Mars         | 19 Robo Grigorov         | 171    |                                    | — John Legend            |

Legenda
     soutěžící se umístil na prvním místě
     soutěžící se umístil na posledním místě
     soutěžící byl nehodnocen
     soutěžící byl vyřazen

### Speciální vystoupení
| Epizoda | Jméno                                                                        | Osobnost           | Píseň                           |
| ------- | ---------------------------------------------------------------------------- | ------------------ | ------------------------------- |
| 1.      | Lukáš Adamec Patrik Vyskočil Viktor Vincze Emma Drobná Svätopluk Malachovský | Backstreet Boys    | „Everybody (Backstreet's Back)“ |
| 3.      | Andrej Bičan Juraj Šoko Tabaček                                              | Right Said Fred    | „I'm Too Sexy“                  |
| 10.     | Martin Pyco Rausch                                                           | Christopher Walken | „Weapon of Choice“              |
| 10.     | Peter Brajerčík Tomáš Palonder Eva Máziková Lina Mayer                       | Vengaboys          | „Boom, Boom, Boom, Boom!“       |
| 10.     | Matthias Settele                                                             | The Beatles        | „Come Together“                 |

## Čtvrtá řada
Čtvrtá řada show Tvoja tvár znie povedome začala v neděli 9. září 2018 ve 20.30 na TV Markíze a skončila 11. listopadu 2018. Do poroty zasedl Daniel Dangl, Zuzana Fialová, Mário Kuly Kolár a Andrej Bičan. Hereckou pedagožkou byla Zuzana Fialová, hlasovou pedagožkou byla Jana Daňová-Bugalová a choreografem Miňo Kereš. Vítězem se stal Dárius Koči, který daroval šek v hodnotě 3000 € organizaci Bodka.

### Soutěžící
Tým soutěžících se skládal z osmi osobností:
- čtyři ženy (Jasmina Alagič, Zuzana Haasová, Mária Bartalos, Ivana Regešová)
- čtyři muži (Miroslav Šmajda, Juraj Loj, Martin Nikodým, Dárius Koči)

| Jméno osobnosti | Profese   | Vyhrané týdny  | Prohrané týdny | Umístění |
| --------------- | --------- | -------------- | -------------- | -------- |
| Dárius Koči     | Herec     | 7., 9., Finále | —              | Vítěz    |
| Mária Bartalos  | Herečka   | 1.             | 5., 8.         | 2. místo |
| Juraj Loj       | Herec     | 6.             | —              | 3. místo |
| Jasmina Alagič  | Modelka   | 3.             | —              | 4. místo |
| Martin Nikodým  | Moderátor | 5.             | —              | 5. místo |
| Ivana Regešová  | Zpěvačka  | 2.             | 3., 6.         | 6. místo |
| Miroslav Šmajda | Zpěvák    | 4.             | 2., 9.         | 7. místo |
| Zuzana Haasová  | Herečka   | 8.             | 1., 4., 7.     | 8. místo |

### Přehled vystoupení
| Celebrita       | První týden           | Druhý týden        | Třetí týden        | Čtvrtý týden       | Pátý týden           | Šestý týden           | Sedmý týden          | Osmý týden            | Semifinále         | Celkem | Finále                     | Finále              |
| --------------- | --------------------- | ------------------ | ------------------ | ------------------ | -------------------- | --------------------- | -------------------- | --------------------- | ------------------ | ------ | -------------------------- | ------------------- |
| Dárius Koči     | 22 Madonna            | 22 John Newman     | 11 Justin Bieber   | 34 Axl Rose        | 35 Shirley Bassey    | 31 Michael Jackson    | 35 Amy Winehouse     | 16 Steven Tyler       | 40 Keala Settle    | 246    | ABBA Anni-Frid Lyngstadová | 1. místo Cher       |
| Mária Bartalos  | 43 Édith Piaf         | 16 Marilyn Manson  | 15 Meghan Trainor  | 30 Ciara           | 8 Eminem             | 34 Michaela Pašteková | 34 Susan Boyle       | 13 Whoopi Goldbergová | 30 Jennifer Lopez  | 223    | ABBA Benny Andersson       | 2. místo The Weeknd |
| Juraj Loj       | 29 Andrea Bocelli     | 23 Robbie Williams | 26 Mick Jones      | 26 Meryl Streepová | 31 Justin Timberlake | 37 Alla Pugačova      | 13 Jean-Pierre Barda | 15 Ewan McGregor      | 18 David Lee Roth  | 218    | ABBA Agnetha Fältskogová   | 3. místo Shakira    |
| Jasmina Alagič  | 21 Missy Elliott      | 20 Camila Cabello  | 54 Věra Bílá       | 10 Jim Morrison    | 11 Barbara Haščáková | 27 Alicia Keys        | 22 Paddy Kelly       | 13 Britney Spears     | 31 Joey McIntyre   | 209    | ABBA Björn Ulvaeus         | 4. místo Rytmus     |
| Martin Nikodým  | 23 Rag'n'Bone Man     | 27 Liz Mitchell    | 20 Ivan Mládek     | 11 H.P. Baxxter    | 43 James Brown       | 9 Amanda Lear         | 22 Jason Derulo      | 17 Tom Jones          | 35 Bill Nighy      | 207    |                            | — Lucie Bílá        |
| Ivana Regešová  | 19 Christina Aguilera | 43 Adele           | 7 Ozzy Osbourne    | 18 Beyoncé         | 30 Ilona Csáková     | 7 Katy Perry          | 25 Lady Gaga         | 39 Calton Coffie      | 18 Whitney Houston | 206    |                            | — Tina Turner       |
| Miroslav Šmajda | 17 Till Lindemann     | 11 Seal            | 32 Janis Joplin    | 46 Chubby Checker  | 11 Jimmy Pop         | 19 James Hetfield     | 22 Stanislav Hložek  | 31 Tina Turner        | 6 Adam Levine      | 195    |                            | — Eros Ramazzotti   |
| Zuzana Haasová  | 10 Annette Eltice     | 22 Beáta Dubasová  | 19 Charlie Chaplin | 9 Julia Volkovová  | 15 Cyndi Lauper      | 20 Pitbull            | 11 Dolly Parton      | 40 Björk              | 6 Luis Fonsi       | 152    |                            | — Ilona Csáková     |

Legenda
     soutěžící se umístil na prvním místě
     soutěžící se umístil na posledním místě
     soutěžící byl nehodnocen
     soutěžící byl vyřazen

### Speciální vystoupení
| Epizoda | Jméno                                                                | Osobnost                             | Píseň                        |
| ------- | -------------------------------------------------------------------- | ------------------------------------ | ---------------------------- |
| 1.      | Ján Koleník Marek Fašiang Vladimír Kobielsky Filip Tůma              | The Beatles                          | „She Loves You“              |
| 2.      | Mário Kuly Kollár Andrej Bičan Daniel Dangl                          | O-Zone                               | „Dragostea Din Tei“          |
| 3.      | Miroslava Partlová Barbora Švidraňová Lenka Vavrinčíková Emma Drobná | P!nk Christina Aguilera Mya Lil' Kim | „Lady Marmelade“             |
| 4.      | Viktor Vincze Adela Vinczeová                                        | Elton John Kiki Dee                  | „Don't Go Breaking My Heart“ |
| 6.      | Tereza Mašková                                                       | Rihanna                              | „Diamonds“                   |
| 7.      | Evelyn                                                               | Diana Ross                           | „Upside Down“                |
| 8.      | Daniel Heriban Michal Kubovčík Zuzana Šebová                         | Modus                                | „Úsmev“                      |
| 9.      | Gizka Oňová                                                          | Helena Vrtichová                     | „Diridonda“                  |
| 10.     | Martin Pyco Rausch                                                   | Nina Hagenová                        | „My Way“                     |
| 10.     | Dárius Koči Mária Bartalos Juraj Loj Jasmina Alagič                  | ABBA                                 | „Waterloo“                   |
| 10.     | Peter Brajerčík                                                      | Lenny Kravitz                        | „American Woman“             |

## Pátá řada
Pátá řada show Tvoja tvár znie povedome začala v neděli 8. září 2019 ve 20.30 na TV Markíze a skončila 10. listopadu 2019. Do poroty zasedl Daniel Dangl, Zuzana Fialová, Zuzana Kubovčíková Šebová a Mário Kuly Kollár. Hereckou pedagožkou byla Zuzana Fialová, hlasovou pedagožkou byla Jana Daňová-Bugalová a choreografem Miňo Kereš. Vítězem se stal Dávid Hartl, který daroval šek v hodnotě 3000 € Klubu detskej nádeje.

### Soutěžící
Tým soutěžících se skládal z osmi osobností:
- čtyři ženy (Zuzana Kraváriková, Alexandra Gachulincová, Karin Haydu, Nela Pocisková)
- čtyři muži (Noël Czuczor, Pavol Topoľský, Dávid Hartl, Rastislav Sokol)

| Jméno osobnosti        | Profese | Vyhrané týdny  | Prohrané týdny | Umístění |
| ---------------------- | ------- | -------------- | -------------- | -------- |
| Dávid Hartl            | Herec   | 1., 3., Finále | —              | Vítěz    |
| Nela Pocisková         | Herečka | 7., 9.         | 8.             | 2. místo |
| Noël Czuczor           | Herec   | 2.             | —              | 3. místo |
| Alexandra Gachulincová | Modelka | 4.             | 2., 5.         | 4. místo |
| Karin Haydu            | Herečka | 6.             | 7.             | 5. místo |
| Zuzana Kraváriková     | Herečka | 8.             | —              | 6. místo |
| Rastislav Sokol        | Herec   | —              | 1., 4.         | 7. místo |
| Pavol Topoľský         | Herec   | 5.             | 3., 6., 9.     | 8. místo |

### Přehled vystoupení
| Celebrita              | První týden        | Druhý týden          | Třetí týden       | Čtvrtý týden        | Pátý týden              | Šestý týden      | Sedmý týden       | Osmý týden            | Semifinále      | Celkem | Finále          | Finále                   |
| ---------------------- | ------------------ | -------------------- | ----------------- | ------------------- | ----------------------- | ---------------- | ----------------- | --------------------- | --------------- | ------ | --------------- | ------------------------ |
| Dávid Hartl            | 34 Aretha Franklin | 21 Justin Timberlake | 42 Tina Turner    | 28 John Travolta    | 13 Billie Joe Armstrong | 17 Ariana Grande | 21 Kylie Minogue  | 20 Miroslav Žbirka    | 33 Mária Čírová | 229    | Stevie Wonder   | 1. místo Freddie Mercury |
| Nela Pocisková         | 27 Michael Jackson | 40 Jennifer Hudson   | 17 Thomas Anders  | 28 Beyoncé          | 20 Ed Sheeran           | 34 Queen Latifah | 38 Alice Cooper   | 20 Peter Hrivňák      | 44 Adele        | 268    | Cyndi Lauper    | 2. místo P!nk            |
| Noël Czuczor           | 29 Cher            | 40 Jason Derulo      | 19 Justin Bieber  | 18 Janet Jacksonová | 23 PikoTaro             | 17 Céline Dion   | 35 Rag'n'Bone Man | 20 Helena Vondráčková | 35 Stromae      | 236    | Billy Joel      | 3. místo Missy Elliott   |
| Alexandra Gachulincová | 27 Sabrina         | 7 Alan Duffy         | 38 Jennifer Lopez | 28 Tupac Shakur     | 9 Rita Ora              | 18 Nicki Minaj   | 20 El Chombo      | 25 Jiří Korn          | 32 Dua Lipa     | 204    | Tina Turner     | 4. místo Bob Marley      |
| Karin Haydu            | 11 Katy Perry      | 9 Madonna            | 39 Jon Bon Jovi   | 18 Lana Del Rey     | 31 Marián Kochanský     | 42 Fergie        | 8 Nelly Furtado   | 27 Ben Cristovao      | 10 Crazy Frog   | 195    | Diana Ross      | — Shawn Mendes           |
| Zuzana Kraváriková     | 32 Lady Gaga       | 13 Kali              | 10 Rihanna        | 18 Lou Bega         | 21 Christina Aguilera   | 18 Bill Kaulitz  | 30 Ellie Goulding | 27 Martin Ďurinda     | 14 CeeLo Green  | 183    | Michael Jackson | — Camila Cabello         |
| Rastislav Sokol        | 10 Marilyn Manson  | 34 Precious Wilson   | 13 Lobo Ismail    | 18 Barry White      | 25 Meghan Trainor       | 31 Holly Johnson | 11 Grace Jones    | 22 Michal David       | 10 Irene Cara   | 174    | Lionel Richie   | — Dávid Karvay           |
| Pavol Topoľský         | 14 Bobby Farrell   | 20 Hana Zagorová     | 6 Franky Gee      | 28 Mário Kollár     | 42 Till Lindemann       | 7 Romina Power   | 21 Garou          | 23 Věra Bílá          | 6 Scatman John  | 167    | Kenny Rogers    | — Miroslav Karvay        |

Legenda
     soutěžící se umístil na prvním místě
     soutěžící se umístil na posledním místě
     soutěžící byl nehodnocen
     soutěžící byl vyřazen

### Speciální vystoupení
| Epizoda | Jméno                                               | Osobnost                           | Píseň              |
| ------- | --------------------------------------------------- | ---------------------------------- | ------------------ |
| 1.      | Mária Bartalos Dárius Koči Peter Brajerčík          | Las Ketchup                        | „The Ketchup Song“ |
| 3.      | Daniel Dangl Zuzana Šebová                          | Karel Gott Dara Rolins             | „Zvonky štěstí“    |
| 4.      | Juraj Loj Miroslava Partlová                        | Bradley Cooper Lady Gaga           | „Shallow“          |
| 5.      | Veronika Nízlová Barbora Švidraňová Daniela Nízlová | Ariana Grande Jessie J Nicki Minaj | „Bang Bang“        |
| 8.      | Děti ze seriálu Oteckovia                           | Majka z Gurunu                     | „Spadla z oblakov“ |
| 10.     | Všichni soutěžící                                   | USA for Africa                     | „We Are The World“ |
| 10.     | Miňo Kereš Zuzana Šebová                            | Salt-N-Pepa                        | „Push It“          |

## Šestá řada
V lednu 2021 oznámila TV Markíza návrat show šesté série. Šestá řada show Tvoja tvár znie povedome začala v neděli 7. března 2021 ve 20.30 na TV Markíze a skončila 9. května 2021. Do poroty zasedl Mário Kuly Kollár, Zuzana Kubovčíková Šebová, Lujza Garajová Schrameková. Čtvrtý porotce byl vždy speciální host, jako třeba Vladimír Kobielsky, Juraj Kemka, Peter Brajerčík, Adéla Vinczeová nebo Boris Valábik. Hereckým pedagogem byl Peter Brajerčík, hlasovou pedagožkou byla Jana Daňová-Bugalová a choreografem Miňo Kereš. Vítězem se stal Martin Klinčúch, který daroval šek v hodnotě 3000 € organizaci Svetielko pomoci.

### Soutěžící
Tým soutěžících se skládal z osmi osobností:
- čtyři ženy (Barbora Piešová, Zuzana Belohorcová, Evelyn, Kristína Madarová)
- čtyři muži  (Braňo Mosný, Dušan Cinkota, Fero Joke, Martin Klinčúch)

| Jméno osobnosti    | Profese     | Vyhrané týdny | Prohrané týdny | Umístění |
| ------------------ | ----------- | ------------- | -------------- | -------- |
| Martin Klinčúch    | Herec       | 1., Finále    | 2., 3.         | Vítěz    |
| Evelyn             | Komička     | 4.            | —              | 2. místo |
| Barbora Piešová    | Zpěvačka    | 7.            | —              | 3. místo |
| Dušan Cinkota      | Herec       | 2., 8.        | 1., 7.         | 4. místo |
| Kristína Madarová  | Herečka     | 3.            | 4.             | 5. místo |
| Braňo Mosný        | Herec       | 6.            | 9.             | 6. místo |
| Zuzana Belohorcová | Moderátorka | 5.            | 6.             | 7. místo |
| Fero Joke          | Komik       | 9.            | 5., 8.         | 8. místo |

### Přehled vystoupení
| Celebrita          | První týden       | Druhý týden         | Třetí týden        | Čtvrtý týden       | Pátý týden         | Šestý týden         | Sedmý týden       | Osmý týden          | Semifinále            | Celkem | Finále                   |
| ------------------ | ----------------- | ------------------- | ------------------ | ------------------ | ------------------ | ------------------- | ----------------- | ------------------- | --------------------- | ------ | ------------------------ |
| Martin Klinčúch    | 36 Adele          | 8 Kristína          | 8 Juraj Matyinkó   | 14 Nicki Minaj     | 39 The Weeknd      | 26 George Michael   | 21 Dara Rolins    | 20 Justin Bieber    | 35 Netta              | 207    | 1. místo Marky Mark      |
| Evelyn             | 18 Cardi B        | 34 Vojtěch Dyk      | 16 Július Satinský | 39 Jennifer Lopez  | 15 Billy Ray Cyrus | 20 Liza Minnelliová | 28 Hana Zagorová  | 27 Marilyn Monroe   | 27 Patrick Swayze     | 224    | 2. místo Madonna         |
| Barbora Piešová    | 21 Chris Martin   | 32 Lukáš Adamec     | 32 P!nk            | 26 Lady Gaga       | 12 Alice Cooper    | 28 Sia              | 43 Pavol Drapák   | 29 Sam Smith        | 26 Christina Aguilera | 249    | 3. místo Whitney Houston |
| Dušan Cinkota      | 13 Jan Nedvěd     | 45 Věra Špinarová   | 23 Jason Derulo    | 22 Hana Hegerová   | 15 Václav Patejdl  | 37 Marilyn Manson   | 10 Petra Černocká | 30 Michal Tučný     | 13 Jana Brejchová     | 208    | 4. místo Meryl Streepová |
| Kristína Madarová  | 25 Tones and I    | 21 Peter Hrivňák    | 36 Shakira         | 9 Robert Kodym     | 28 Beth Ditto      | 11 Patricia Kelly   | 26 Beáta Dubasová | 27 Elvis Presley    | 16 Rihanna            | 199    | — Elton John             |
| Braňo Mosný        | 27 Dolly Parton   | 15 Jožo Ráž         | 34 Tom Walker      | 16 Lady Gaga       | 27 Anthony Kiedis  | 38 Missy Elliott    | 15 Richard Müller | 13 Bono             | 13 Anastacia          | 198    | — Nick Cave              |
| Zuzana Belohorcová | 20 Madonna        | 13 Pavol Hammel     | 15 Billie Eilish   | 23 Miro Jaroš      | 39 Britney Spears  | 9 Nina Hagenová     | 25 Karol Duchoň   | 26 Pitbull          | 16 Dua Lipa           | 186    | — Kylie Minogue          |
| Fero Joke          | 24 Jana Kocianová | 16 Martin Višňovský | 20 Kylie Minogue   | 35 Stephan Remmler | 9 María Mendiola   | 15 Sisa Sklovská    | 16 Michal David   | 12 Daniel Nekonečný | 38 Eduard Chil        | 185    | — RuPaul                 |

Legenda
     soutěžící se umístil na prvním místě
     soutěžící se umístil na posledním místě
     soutěžící byl nehodnocen
     soutěžící byl vyřazen

### Speciální vystoupení
| Epizoda | Jméno                                                                                  | Osobnost           | Píseň                        |
| ------- | -------------------------------------------------------------------------------------- | ------------------ | ---------------------------- |
| 1.      | Marián Čekovský Mário Kuly Kollár Zuzana Kubovčíková Šebová Lujza Garajová Schrameková | Lunetic            | „Máma“ „Chtěl bych tě líbat“ |
| 2.      | Andrej Bičan Rastislav Sokol Robo Papp                                                 | Kortina            | „Bzum-Bzum Breke-Keke“       |
| 3.      | Martin Harich Dávid Hartl Martin Madej René Štúr Patrik Vyskočil                       | Spice Girls        | „Spice Up Your Life“         |
| 5.      | Alexandra Gachulincová Veronika Strapková Twiins Mamba Dasha Ivana Regešová            | The Pussycat Dolls | „Buttons“                    |
| 10.     | Dávid Hartl                                                                            | Susan Boyle        | „You Raise Me Up“            |

## Sedmá řada
V srpnu 2022 oznámila TV Markíza návrat show sedmé řady. Sedmá řada začala 4. září 2022 a skončí 6. listopadu 2022. Do poroty zasedl Mário Kuly Kollár, Zuzana Kubovčíková Šebová, Marián Čekovský a Attila Végh. V případě nepřítomnosti jednoho z porotců, ho nahradil speciální porotce a to byl třeba Marcel Forgáč, Fero Joke, Ján Koleník, Juraj Kemka nebo Jorge González. Hereckým pedagogem byl Peter Brajerčík, hlasovou pedagožkou byla Jana Daňová-Bugalová a choreografem Miňo Kereš. Vítězkou se stala Viki Ráková, která darovala šek v hodnotě 3000 € občanskému sdružení Duševné zdravie detí.

### Soutěžící
Tým soutěžících se skládal z osmi osobností:
- čtyři ženy (Viki Ráková, Liv Bielovič, Natália Puklušová a Simona Salátová)
- čtyři muži (Karol Tóth, Ondrej Kandráč, Matúš Kolárovský a Adam Pavlovčin)

| Jméno osobnosti   | Profese | Vyhrané týdny | Prohrané týdny | Umístění |
| ----------------- | ------- | ------------- | -------------- | -------- |
| Viki Ráková       | Herečka | 5., Finále    | —              | Vítězka  |
| Adam Pavlovčin    | Zpěvák  | 4.            | —              | 2. místo |
| Liv Bielovič      | Herečka | 7.            | —              | 3. místo |
| Karol Tóth        | Herec   | 2.            | 6.             | 4. místo |
| Natália Puklušová | Herečka | 1., 8.        | 4.             | 5. místo |
| Ondrej Kandráč    | Zpěvák  | 9.            | 1., 3., 7.     | 6. místo |
| Matúš Kolárovský  | Zpěvák  | 3.            | 2.             | 7. místo |
| Simona Salátová   | Komička | 6.            | 5., 8., 9.     | 8. místo |

### Přehled vystoupení
| Celebrita         | První týden       | Druhý týden           | Třetí týden         | Čtvrtý týden         | Pátý týden               | Šestý týden          | Sedmý týden        | Osmý týden       | Semifinále           | Celkem | Finále                  |
| ----------------- | ----------------- | --------------------- | ------------------- | -------------------- | ------------------------ | -------------------- | ------------------ | ---------------- | -------------------- | ------ | ----------------------- |
| Viki Ráková       | 22 Lucie Bílá     | 18 Dan Reynolds       | 29 Madonna          | 30 Demi Lovato       | 35 Panjabi MC            | 16 Richard Fairbrass | 36 Cass Elliot     | 17 Ava Max       | 29 Lucie Vondráčková | 232    | 1. místo Jennifer Lopez |
| Adam Pavlovčin    | 27 Lewis Capaldi  | 32 Dua Lipa           | 21 Harry Styles     | 33 Kate Bushová      | 20 Elvis Presley         | 17 Cher              | 22 Petr Hapka      | 33 Sam Smith     | 16 Vec               | 221    | 2. místo Olly Alexander |
| Liv Bielovič      | 26 Lady Gaga      | 32 Montserrat Caballé | 27 Prince           | 25 P!nk              | 27 Olivia Newton-Johnová | 18 Michael Jackson   | 39 Miley Cyrus     | 22 Steven Tyler  | 25 Peter Nagy        | 241    | 3. místo Taylor Swift   |
| Karol Tóth        | 21 Katy Perry     | 33 Mika               | 16 Adele            | 32 Justin Timberlake | 33 Damiano David         | 10 LP                | 23 Gusttavo Lima   | 15 Amy Winehouse | 32 Marián Kochanský  | 215    | 4. místo Leonard Cohen  |
| Natália Puklušová | 32 Inva Mula      | 19 Christina Aguilera | 20 Zac Efron        | 7 Petr Kotvald       | 21 Mabel                 | 37 Sia               | 15 Dexter Holland  | 34 Tina Turner   | 12 Ego               | 197    | — Lil Jon               |
| Ondrej Kandráč    | 10 Victor Willis  | 25 Billie Eilish      | 12 Martin Mihalčín  | 14 Ivan Tásler       | 19 Helena Vondráčková    | 32 Chris Norman      | 10 Marián Čekovský | 21 Michal David  | 45 Robo Kazík        | 188    | — Daniel Nekonečný      |
| Matúš Kolárovský  | 17 Rihanna        | 10 Ibrahim Maiga      | 46 Lil Nas X        | 17 Nicki Minaj       | 16 Pitbull               | 17 Jaroslav Bobowski | 11 Liz Mitchell    | 33 MC Hammer     | 14 Peter Hrivňák     | 181    | — Usher                 |
| Simona Salátová   | 29 Martin Kittner | 15 Gizka Oňová        | 13 Liza Minnelliová | 26 Martin Madej      | 13 Jeffrey Jey           | 37 Weird Al Yankovic | 28 Eva Máziková    | 9 Tom Jones      | 11 Ivan Mládek       | 181    | — Dano                  |

Legenda
     soutěžící se umístil na prvním místě
     soutěžící se umístil na posledním místě
     soutěžící byl nehodnocen
     soutěžící byl vyřazen

### Speciální vystoupení
| Epizoda | Jméno                                                            | Osobnost                         | Píseň                      |
| ------- | ---------------------------------------------------------------- | -------------------------------- | -------------------------- |
| 2.      | Nela Pocisková Mamba Dasha                                       | Michael Jackson Janet Jacksonová | „Scream“                   |
| 4.      | Mária Čírová Zoe Kachútová                                       | P!nk Willow Sage Hart            | „Cover Me In Sunshine“     |
| 7.      | Fero Joke                                                        | Yvetta Simonová                  | „Whisky, to je moje gusto“ |
| 10.     | Juraj Kemka Fero Joke Gipsy Čáve Jana Daňová-Bugalová Miňo Kereš | Gipsy Čáve                       | „Ona ľúbi pomaranče“       |

## Vysílání

### Přehled řad
| Řada | Díly | Premiéra       | Premiéra           |
| Řada | Díly | První díl      | Poslední díl       |
| ---- | ---- | -------------- | ------------------ |
| 1    | 10   | 6. března 2016 | 1. května 2016     |
| 2    | 11   | 4. září 2016   | 13. listopadu 2016 |
| 3    | 10   | 5. března 2017 | 8. května 2017     |
| 4    | 10   | 9. září 2018   | 11. listopadu 2018 |
| 5    | 10   | 8. září 2019   | 10. listopadu 2019 |
| 6    | 11   | 7. března 2021 | 16. května 2021    |
| 7    | 10   | 4. září 2022   | 6. listopadu 2022  |

### První řada (2016)
| Č. v pořadu | Č. v řadě | Název        | Datum premiéry  | Sledovanost (nad 12 let) |
| ----------- | --------- | ------------ | --------------- | ------------------------ |
| 1           | 1         | První týden  | 6. března 2016  | 628 000                  |
| 2           | 2         | Druhý týden  | 13. března 2016 | 615 000                  |
| 3           | 3         | Třetí týden  | 20. března 2016 | 562 000                  |
| 4           | 4         | Čtvrtý týden | 27. března 2016 | 670 000                  |
| 5           | 5         | Pátý týden   | 3. dubna 2016   | 703 000                  |
| 6           | 6         | Šestý týden  | 10. dubna 2016  | 771 000                  |
| 7           | 7         | Sedmý týden  | 17. dubna 2016  | 714 000                  |
| 8           | 8         | Osmý týden   | 24. dubna 2016  | 806 000                  |
| 9           | 9         | Semifinále   | 27. dubna 2016  | 695 000                  |
| 10          | 10        | Finále       | 1. května 2016  | 841 000                  |

### Druhá řada (2016)
| Č. v pořadu | Č. v řadě | Název        | Datum premiéry     | Sledovanost (nad 12 let) |
| ----------- | --------- | ------------ | ------------------ | ------------------------ |
| 11          | 1         | První týden  | 4. září 2016       | 549 000                  |
| 12          | 2         | Druhý týden  | 11. září 2016      | 536 000                  |
| 13          | 3         | Třetí týden  | 18. září 2016      | 520 000                  |
| 14          | 4         | Čtvrtý týden | 25. září 2016      | 448 000                  |
| 15          | 5         | Pátý týden   | 2. října 2016      | 520 000                  |
| 16          | 6         | Šestý týden  | 9. října 2016      | 588 000                  |
| 17          | 7         | Sedmý týden  | 16. října 2016     | 553 000                  |
| 18          | 8         | Osmý týden   | 23. října 2016     | 480 000                  |
| 19          | 9         | Semifinále   | 30. října 2016     | 488 000                  |
| 20          | 10        | Finále       | 6. listopadu 2016  | 515 000                  |
| 21          | 11        | Speciál      | 13. listopadu 2016 | bude oznámeno            |

### Třetí řada (2017)
| Č. v pořadu | Č. v řadě | Název        | Datum premiéry  | Sledovanost (nad 12 let) |
| ----------- | --------- | ------------ | --------------- | ------------------------ |
| 22          | 1         | První týden  | 5. března 2017  | 469 000                  |
| 23          | 2         | Druhý týden  | 12. března 2017 | 468 000                  |
| 24          | 3         | Třetí týden  | 19. března 2017 | 448 000                  |
| 25          | 4         | Čtvrtý týden | 26. března 2017 | 467 000                  |
| 26          | 5         | Pátý týden   | 2. dubna 2017   | 447 000                  |
| 27          | 6         | Šestý týden  | 9. dubna 2017   | 395 000                  |
| 28          | 7         | Sedmý týden  | 16. dubna 2017  | 489 000                  |
| 29          | 8         | Osmý týden   | 23. dubna 2017  | 412 000                  |
| 30          | 9         | Semifinále   | 30. dubna 2017  | 433 000                  |
| 31          | 10        | Finále       | 8. května 2017  | 416 000                  |

### Čtvrtá řada (2018)
| Č. v pořadu | Č. v řadě | Název        | Datum premiéry     | Sledovanost (nad 12 let) |
| ----------- | --------- | ------------ | ------------------ | ------------------------ |
| 32          | 1         | První týden  | 9. září 2018       | 458 000                  |
| 33          | 2         | Druhý týden  | 16. září 2018      | 457 000                  |
| 34          | 3         | Třetí týden  | 23. září 2018      | 472 000                  |
| 35          | 4         | Čtvrtý týden | 30. září 2018      | 472 000                  |
| 36          | 5         | Pátý týden   | 7. října 2018      | 429 000                  |
| 37          | 6         | Šestý týden  | 14. října 2018     | 446 000                  |
| 38          | 7         | Sedmý týden  | 21. října 2018     | 474 000                  |
| 39          | 8         | Osmý týden   | 28. října 2018     | 474 000                  |
| 40          | 9         | Semifinále   | 4. listopadu 2018  | 435 000                  |
| 41          | 10        | Finále       | 11. listopadu 2018 | 536 000                  |

### Pátá řada (2019)
| Č. v pořadu | Č. v řadě | Název        | Datum premiéry     | Sledovanost (nad 12 let) |
| ----------- | --------- | ------------ | ------------------ | ------------------------ |
| 42          | 1         | První týden  | 8. září 2019       | 450 000                  |
| 43          | 2         | Druhý týden  | 15. září 2019      | 412 000                  |
| 44          | 3         | Třetí týden  | 22. září 2019      | 373 000                  |
| 45          | 4         | Čtvrtý týden | 29. září 2019      | bude oznámeno            |
| 46          | 5         | Pátý týden   | 6. října 2019      | bude oznámeno            |
| 47          | 6         | Šestý týden  | 13. října 2019     | bude oznámeno            |
| 48          | 7         | Sedmý týden  | 20. října 2019     | bude oznámeno            |
| 49          | 8         | Osmý týden   | 27. října 2019     | bude oznámeno            |
| 50          | 9         | Semifinále   | 3. listopadu 2019  | bude oznámeno            |
| 51          | 10        | Finále       | 10. listopadu 2019 | 518 000                  |

### Šestá řada (2021)
| Č. v pořadu | Č. v řadě | Název        | Datum premiéry  | Sledovanost (nad 12 let) |
| ----------- | --------- | ------------ | --------------- | ------------------------ |
| 52          | 1         | První týden  | 7. března 2021  | 563 000                  |
| 53          | 2         | Druhý týden  | 14. března 2021 | 529 000                  |
| 54          | 3         | Třetí týden  | 21. března 2021 | 582 000                  |
| 55          | 4         | Čtvrtý týden | 28. března 2021 | 511 000                  |
| 56          | 5         | Pátý týden   | 4. dubna 2021   | 508 000                  |
| 57          | 6         | Šestý týden  | 11. dubna 2021  | 526 000                  |
| 58          | 7         | Sedmý týden  | 18. dubna 2021  | 556 000                  |
| 59          | 8         | Osmý týden   | 25. dubna 2021  | 537 000                  |
| 60          | 9         | Semifinále   | 2. května 2021  | 513 000                  |
| 61          | 10        | Finále       | 9. května 2021  | 538 000                  |
| 62          | 11        | Speciál      | 16. května 2021 | 608 000                  |

### Sedmá řada (2022)
| Č. v pořadu | Č. v řadě | Název        | Datum premiéry    | Sledovanost (nad 12 let) |
| ----------- | --------- | ------------ | ----------------- | ------------------------ |
| 63          | 1         | První týden  | 4. září 2022      | 318 000                  |
| 64          | 2         | Druhý týden  | 11. září 2022     | 329 000                  |
| 65          | 3         | Třetí týden  | 18. září 2022     | bude oznámeno            |
| 66          | 4         | Čtvrtý týden | 25. září 2022     | 323 000                  |
| 67          | 5         | Pátý týden   | 2. října 2022     | 336 000                  |
| 68          | 6         | Šestý týden  | 9. října 2022     | 320 000                  |
| 69          | 7         | Sedmý týden  | 16. října 2022    | bude oznámeno            |
| 70          | 8         | Osmý týden   | 23. října 2022    | 280 000                  |
| 71          | 9         | Semifinále   | 30. října 2022    | 253 000                  |
| 72          | 10        | Finále       | 6. listopadu 2022 | bude oznámeno            |